# Poneromorf hangyák

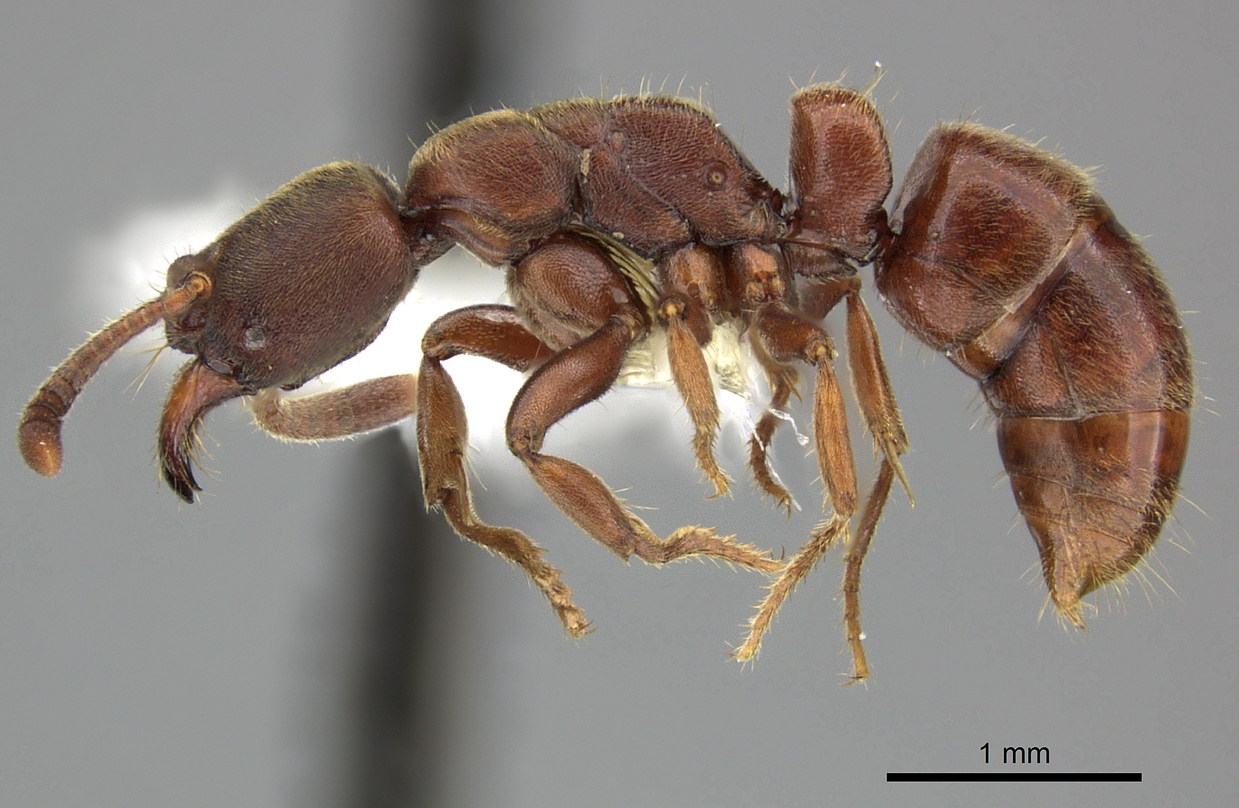
Rasopone ferruginea

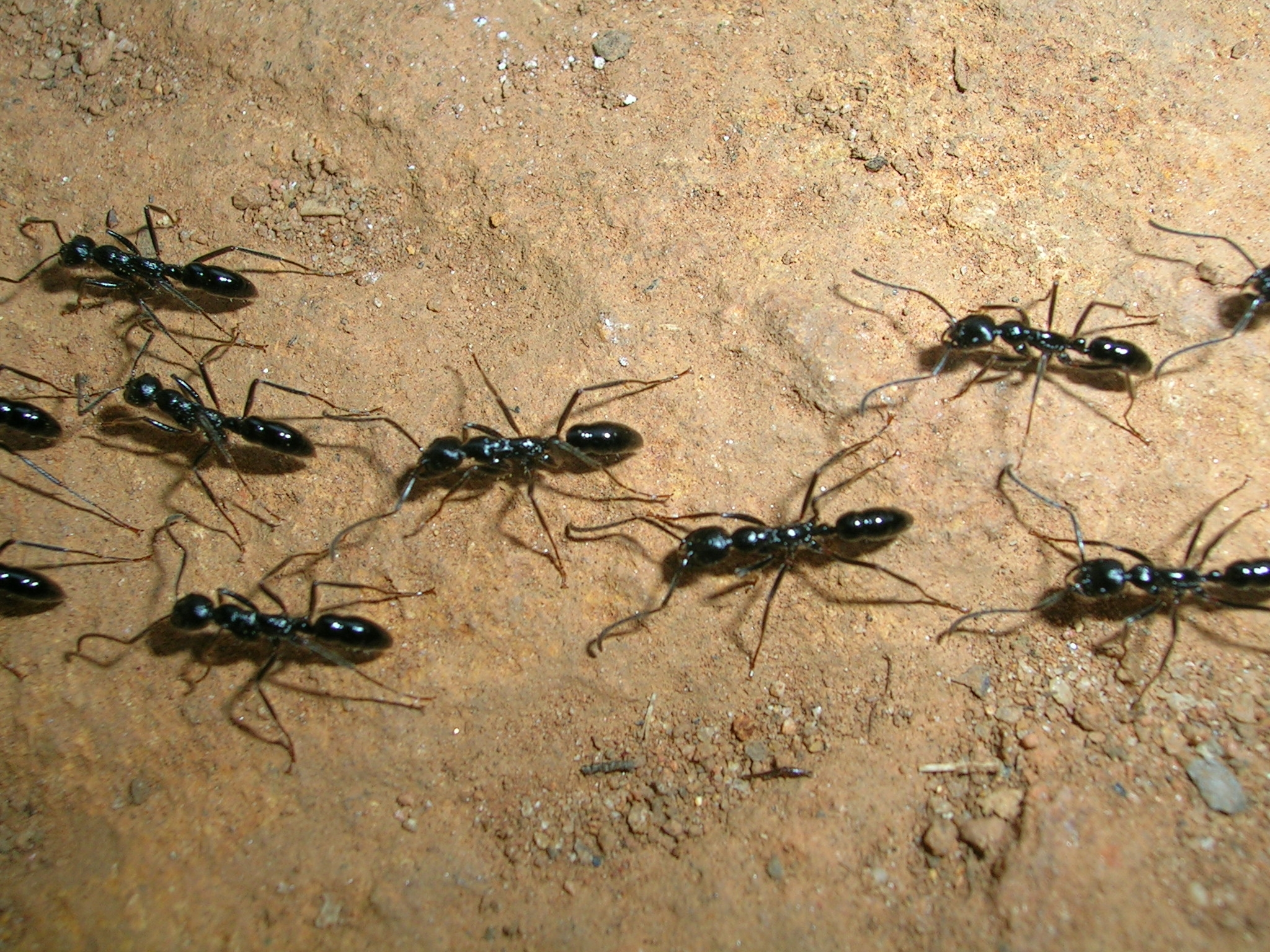
Vonuló barázdáshangyák (Leptogenys sp.?)

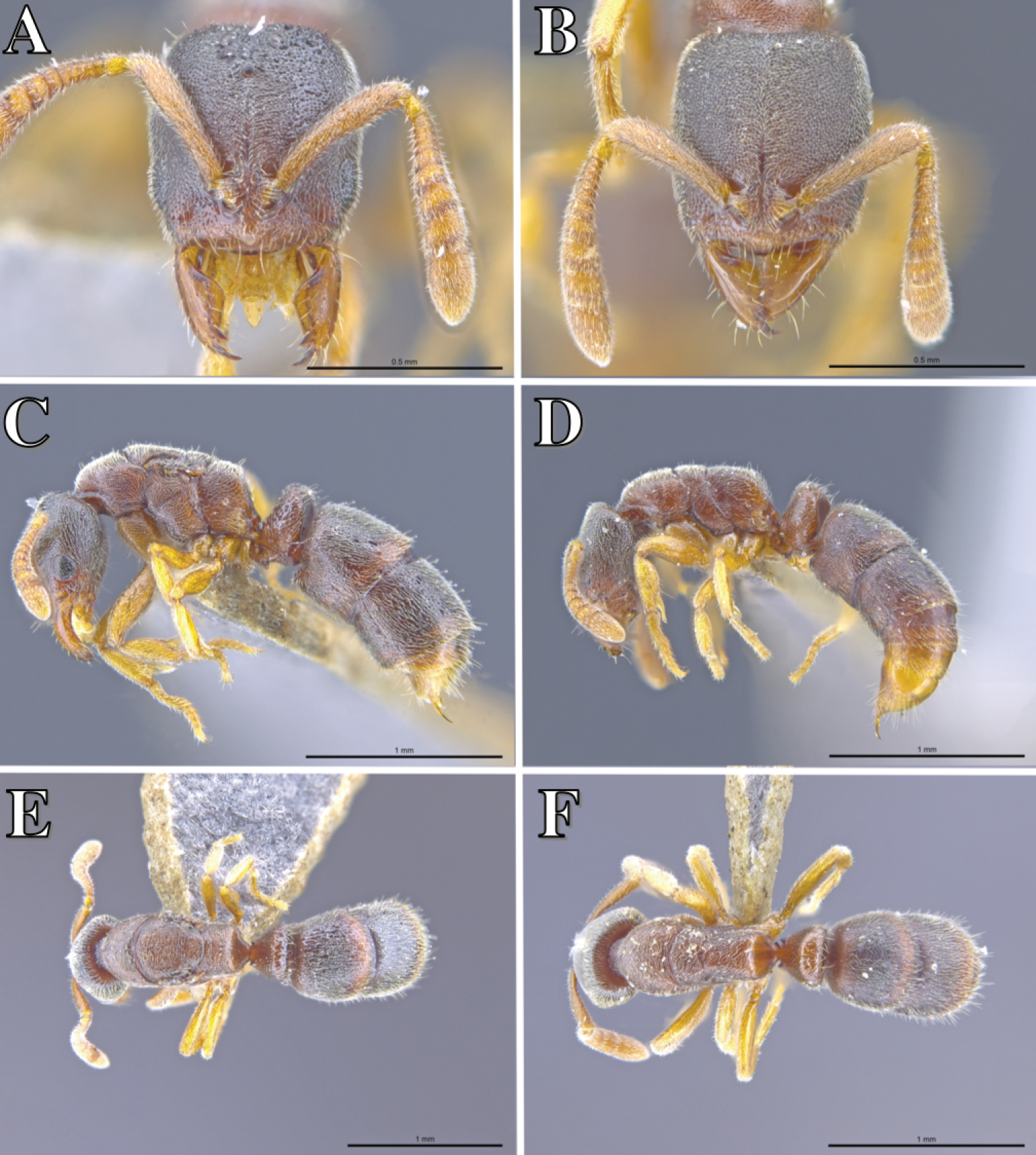
Ponera guangxiensis

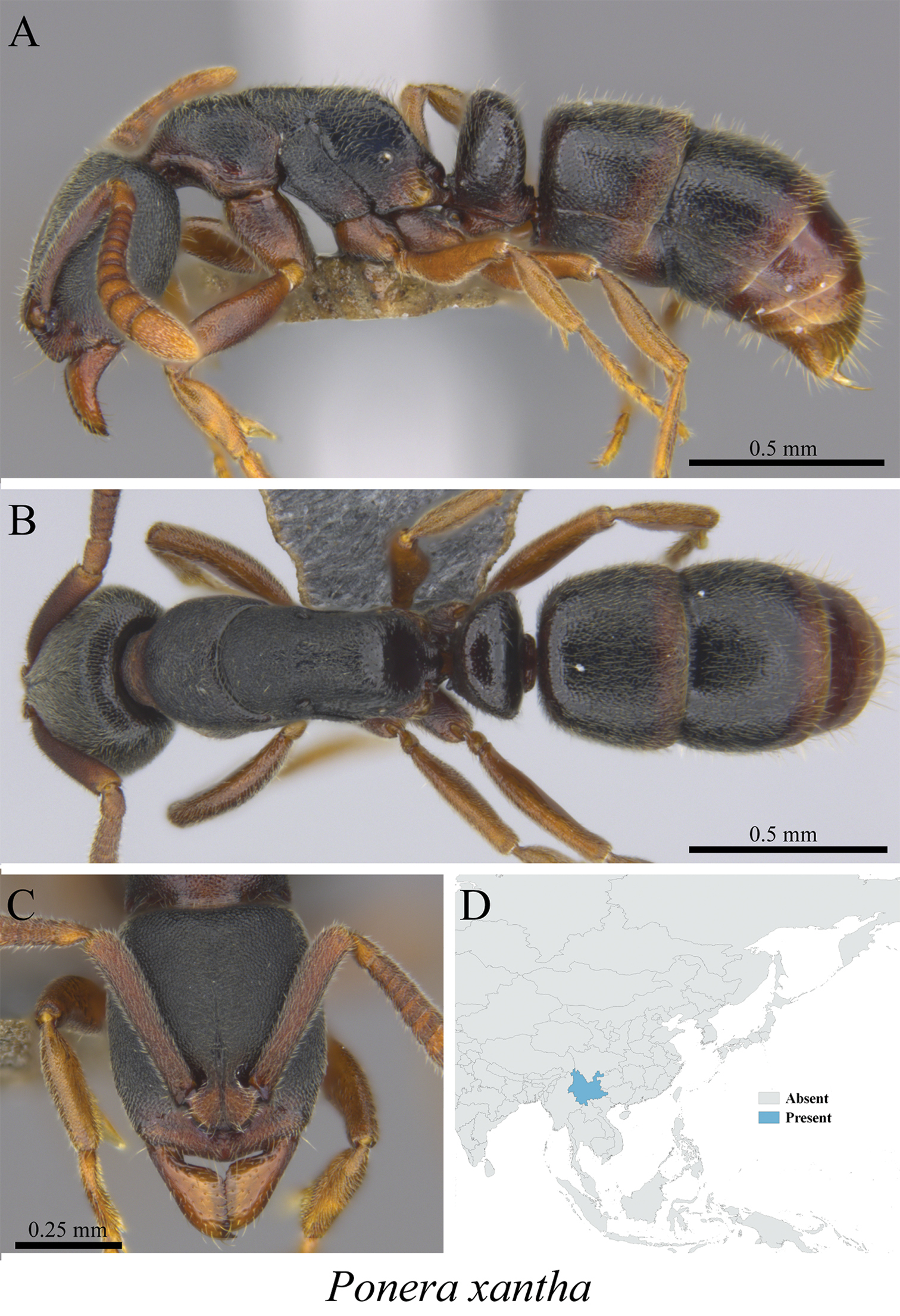
Ponera xantha

A poneromorf (azaz „barázdáshangya-típusú”) hangyák potroha az első és második szelvény között mélyen befűződött. Hagyományosan ezeket tekintik a legősibb hangyáknak. 
A csoport tagjai:
- a barázdáshangyák,
- a gömböchangyák és
- még több, viszonylag kis fajszámú alcsalád (bikahangyaformák, holyvahangyaformák, császárhangyaformák, tarajoshangyaformák).

Ez utóbbiak alapvetően trópusiak; fajaik nálunk nem élnek (Tartally).

## Magyarországon honos fajaik
1. barázdáshangya-formák:
- fekete barázdáshangya (Ponera coarctata),
- sárga barázdáshangya (Ponera testacea),
- sárga vakondhangya (Cryptopone ochracea),
- déli redőshangya (Hypoponera punctatissima);

2. gömböchangyaformák:
- közönséges gömböchangya (Proceratium melinum).

## Életmódjuk, élőhelyük
Ragadozók. A potrohnyél utáni mély befűződés rendkívül hajlékonnyá teszi őket, aminek eredményeként a rágóikkal megfogott zsákmányt a fullánkjukkal könnyen meg tudják szúrni.
A legtöbbjüknek szüksége van némi törmelékre ahhoz, hogy lárvái sikerrel be tudjanak bábozódni.(Tartally).